# 投掷运动
投掷运动或投掷游戏，是一种通过玩家投掷物体的能力来衡量结果的人类体能比赛。
投掷运动主要分两种形式，一种是投掷更长的距离，另一种是投掷到给定的目标或范围。长距离形式的投掷运动以田径运动运动中的铅球、铁饼、标枪和链球四种最为著名。基于目标的投掷运动主要有保龄球类和飞镖类两种类型。

## 历史
投掷运动有着悠久的历史，在头饰、陶器和雕像等各类古希腊艺术品中均有出现。